# Marcelo Salas
José Marcelo Salas Melinao (n. 24 decembrie 1974, Temuco) este un fost fotbalist chilian, care evolua pe postul de atacant.

## Palmares

### Club
- Club Universidad de Chile
  - Primera División de Chile: 1994, 1995
- Club Atlético River Plate
  - Primera División Argentina: Apertura 1997–98, Clausura 1996–97, Clausura 2003–04
  - Supercopa Sudamericana: 1997
- S.S. Lazio
  - Serie A: 1999-2000
  - Coppa Italia: 1999-2000
  - Supercoppa Italiana: 1998, 2000
  - Cupa Cupelor UEFA: 1998–99
  - Supercupa Europei: 1999
- Juventus F.C.
  - Serie A: 2001–02, 2002–03
  - Supercoppa Italiana: 2002

### Individual
- Gheata de Bronz la Campionatul Mondial de Fotbal: 1998

## Goluri internaționale
| #  | Data       | Locație                                | Oponent    | Result | Competiția                                             | Goluri marcate |
| -- | ---------- | -------------------------------------- | ---------- | ------ | ------------------------------------------------------ | -------------- |
| 1  | 1994-05-18 | Santiago                               | Argentina  | 3–3    | Meci amical                                            | 1              |
| 2  | 1995-03-29 | Los Angeles                            | Mexic      | 2–1    | Meci amical                                            | 1              |
| 3  | 1995-04-22 | Temuco                                 | Islanda    | 1–1    | Meci amical                                            | 1              |
| 4  | 1995-05-28 | Commonwealth Stadium, Edmonton         | Canada     | 2–1    | Cupa Canadei 1995                                      | 1              |
| 5  | 1995-10-11 | Concepción                             | Canada     | 2–0    | Meci amical                                            | 1              |
| 6  | 1996-02-14 | Coquimbo                               | Peru       | 4–0    | Meci amical                                            | 1              |
| 8  | 1996-05-26 | Santiago                               | Bolivia    | 2–0    | Meci amical                                            | 2              |
| 9  | 1996-07-06 | Santiago                               | Ecuador    | 4–1    | Calificările pentru Campionatul Mondial de Fotbal 1998 | 1              |
| 10 | 1996-08-25 | Liberia                                | Costa Rica | 1–1    | Meci amical                                            | 1              |
| 11 | 1996-11-12 | Santiago                               | Uruguay    | 1–0    | Calificările pentru Campionatul Mondial de Fotbal 1998 | 1              |
| 12 | 1997-06-08 | Quito                                  | Ecuador    | 1–1    | Calificările pentru Campionatul Mondial de Fotbal 1998 | 1              |
| 15 | 1997-07-05 | Santiago                               | Columbia   | 4–1    | Calificările pentru Campionatul Mondial de Fotbal 1998 | 3              |
| 16 | 1997-09-10 | Santiago                               | Argentina  | 1–2    | Calificările pentru Campionatul Mondial de Fotbal 1998 | 1              |
| 19 | 1997-10-12 | Santiago                               | Peru       | 4–0    | Calificările pentru Campionatul Mondial de Fotbal 1998 | 3              |
| 20 | 1997-11-16 | Santiago                               | Bolivia    | 3–0    | Calificările pentru Campionatul Mondial de Fotbal 1998 | 1              |
| 22 | 1998-02-11 | Wembley Stadium, London                | Anglia     | 2–0    | Meci amical                                            | 2              |
| 23 | 1998-04-22 | Santiago                               | Columbia   | 2–2    | Meci amical                                            | 1              |
| 24 | 1998-05-24 | Santiago                               | Uruguay    | 2–2    | Meci amical                                            | 1              |
| 25 | 1998-05-31 | Montélimar                             | Tunisia    | 3–2    | Meci amical                                            | 1              |
| 26 | 1998-06-04 | Avignon                                | Maroc      | 1–1    | Meci amical                                            | 1              |
| 28 | 1998-06-11 | Parc Lescure, Bordeaux                 | Italia     | 2–2    | Campionatul Mondial de Fotbal 1998                     | 2              |
| 29 | 1998-06-17 | Stade Geoffroy-Guichard, Saint-Étienne | Austria    | 1–1    | Campionatul Mondial de Fotbal 1998                     | 1              |
| 30 | 1998-06-27 | Parc des Princes, Paris                | Brazilia   | 1–4    | Campionatul Mondial de Fotbal 1998                     | 1              |
| 31 | 2000-06-29 | Estadio Nacional de Chile, Santiago    | Paraguay   | 3–1    | Calificările pentru Campionatul Mondial de Fotbal 2002 | 1              |
| 32 | 2000-08-15 | Estadio Nacional de Chile, Santiago    | Brazilia   | 3–0    | Calificările pentru Campionatul Mondial de Fotbal 2002 | 1              |
| 34 | 2001-08-14 | Estadio Nacional de Chile, Santiago    | Bolivia    | 2–2    | Calificările pentru Campionatul Mondial de Fotbal 2002 | 2              |
| 35 | 2005-06-04 | Estadio Nacional de Chile, Santiago    | Bolivia    | 3–1    | Calificările pentru Campionatul Mondial de Fotbal 2006 | 1              |
| 37 | 2007-11-18 | Estadio Centenario, Montevideo         | Uruguay    | 2–2    | Calificările pentru Campionatul Mondial de Fotbal 2010 | 2              |

## Statistici carieră
|               |                      |                  | Campionat | Campionat | Cupă         | Cupă         | Continental    | Continental    | Total   | Total  |
| Sezon         | Club                 | Campionat        | Meciuri   | Goluri    | Meciuri      | Goluri       | Meciuri        | Goluri         | Meciuri | Goluri |
| Chile         | Chile                | Chile            | Campionat | Campionat | Copa Chile   | Copa Chile   | America de Sud | America de Sud | Total   | Total  |
| ------------- | -------------------- | ---------------- | --------- | --------- | ------------ | ------------ | -------------- | -------------- | ------- | ------ |
| 1993          | Universidad de Chile | Primera División | 15        | 1         |              |              |                |                | 15      | 1      |
| 1994          | Universidad de Chile | Primera División | 25        | 27        | 15           | 12           | 6              | 2              | 46      | 41     |
| 1995          | Universidad de Chile | Primera División | 27        | 17        | 4            | 0            | 7              | 5              | 38      | 22     |
| 1996          | Universidad de Chile | Primera División | 10        | 5         | 5            | 2            | 12             | 5              | 27      | 12     |
| Argentina     | Argentina            | Argentina        | Campionat | Campionat | Cupă         | Cupă         | America de Sud | America de Sud | Total   | Total  |
| 1996–97       | River Plate          | Primera División | 26        | 11        | -            | -            | 4              | 0              | 30      | 11     |
| 1997–98       | River Plate          | Primera División | 27        | 13        | -            | -            | 10             | 7              | 37      | 20     |
| Italia        | Italia               | Italia           | Campionat | Campionat | Coppa Italia | Coppa Italia | Europa         | Europa         | Total   | Total  |
| 1998–99       | Lazio                | Serie A          | 30        | 15        | 7            | 5            | 6              | 3              | 43      | 23     |
| 1999–00       | Lazio                | Serie A          | 28        | 12        | 3            | 0            | 11             | 5              | 42      | 17     |
| 2000–01       | Lazio                | Serie A          | 21        | 7         | 2            | 1            | 9              | 0              | 32      | 8      |
| 2001–02       | Juventus             | Serie A          | 7         | 1         | 2            | 0            | 2              | 0              | 11      | 1      |
| 2002–03       | Juventus             | Serie A          | 11        | 1         | 2            | 1            | 2              | 1              | 15      | 3      |
| Argentina     | Argentina            | Argentina        | Campionat | Campionat | Cupă         | Cupă         | America de Sud | America de Sud | Total   | Total  |
| 2003–04       | River Plate          | Primera División | 17        | 6         | -            | -            | 4              | 2              | 21      | 8      |
| 2004–05       | River Plate          | Primera División | 15        | 4         | -            | -            | 7              | 5              | 22      | 9      |
| Chile         | Chile                | Chile            | Campionat | Campionat | Copa Chile   | Copa Chile   | America de Sud | America de Sud | Total   | Total  |
| 2005          | Universidad de Chile | Primera División | 10        | 5         | -            | -            |                |                | 10      | 5      |
| 2006          | Universidad de Chile | Primera División | 28        | 13        | -            | -            |                |                | 28      | 13     |
| 2007          | Universidad de Chile | Primera División | 14        | 8         | -            | -            |                |                | 14      | 8      |
| 2008          | Universidad de Chile | Primera División | 30        | 11        |              |              |                |                | 30      | 11     |
| Total         | Chile                | Chile            | 159       | 87        | 21           | 14           | 25             | 12             | 208     | 113    |
| Total         | Argentina            | Argentina        | 85        | 34        |              |              | 25             | 14             | 110     | 48     |
| Total         | Italia               | Italia           | 97        | 36        | 16           | 7            | 30             | 9              | 143     | 52     |
| Total carieră | Total carieră        | Total carieră    | 333       | 155       | 40           | 21           | 80             | 35             | 453     | 248    |

| Chile | Chile   | Chile  |
| An    | Meciuri | Goluri |
| ----- | ------- | ------ |
| 1994  | 3       | 1      |
| 1995  | 12      | 4      |
| 1996  | 11      | 6      |
| 1997  | 7       | 9      |
| 1998  | 10      | 10     |
| 1999  | 5       | 0      |
| 2000  | 7       | 2      |
| 2001  | 2       | 2      |
| 2002  | 0       | 0      |
| 2003  | 0       | 0      |
| 2004  | 4       | 0      |
| 2005  | 3       | 1      |
| 2006  | 0       | 0      |
| 2007  | 6       | 2      |
| Total | 70      | 37     |